# Keramikou 28
Keramikou 28 è un edificio neoclassico di Atene, in Grecia, nel quartiere Metaxourgeio, in via Keramikou 28. L'edificio ha avuto vari nomi, tra cui ReMap, Kunsthalle Athena, e Communitism. L'edificio è stato impiegato come centro d'arte sociale dal 2007 al 2023, ospitando tre diverse iniziative che lo hanno occupato in periodi distinti. La sua funzione e atmosfera lo hanno reso simile al Kunsthaus Tacheles di Berlino. Nel 2017, l'edificio ha ricevuto attenzione tra gli artisti, fungendo da centro artistico per una comunità di artisti nazionali e internazionali che si erano trasferiti ad Atene durante Documenta 14.